# Kirchengeschichte Siziliens
Die Kirchengeschichte Siziliens ist zunächst eine Geschichte der Römischen Reichskirche, zunächst mit der Zuordnung zu Rom, ab dem 8. Jahrhundert zu Konstantinopel, und ab dem 11. Jahrhundert eine Geschichte der römisch-katholischen Kirche. Auch heute noch gehören mehr als 97 % der Einwohner Siziliens der Römisch-katholischen Kirche in Sizilien an. Daneben sind in Sizilien auch andere christliche Konfessionen vertreten wie z. B. die Lutheraner, die Waldenser und die Anglikaner.

## Antike

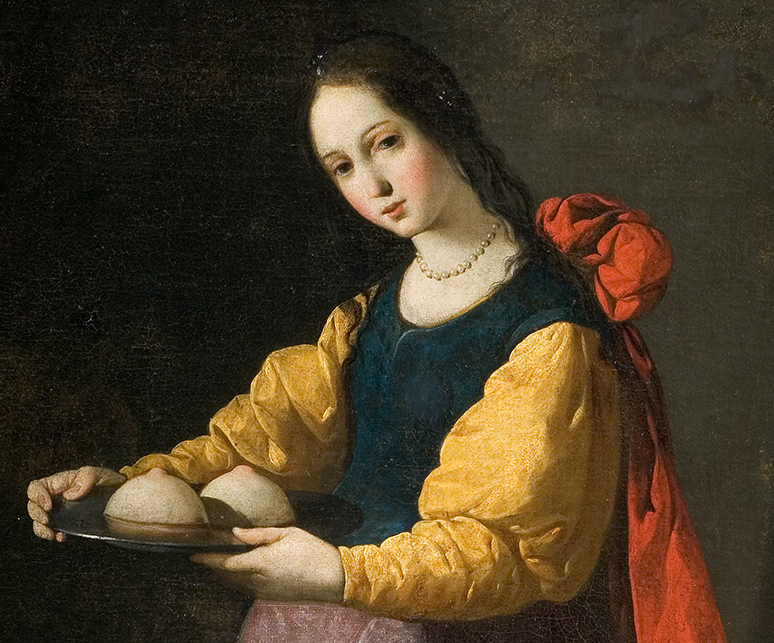
Die heilige Agatha

Über die ursprüngliche Christianisierung Siziliens ist wenig bekannt. In der Zeit vor 200 n. Chr. gibt es nur wenige Spuren christlicher Bestattungen. Einige Bistümer Siziliens führen ihren Ursprung auf das 1. Jahrhundert zurück. Der Legende nach soll der Apostel Paulus auf seiner Fahrt nach Rom auch in Syrakus an Land gegangen sein und dort gepredigt haben. Dort soll schon 39/40 ein von dem Apostel Petrus geschickter Bischof namens Marcianus gewirkt haben. Petrus soll auch Berillus 42 n. Chr. als ersten Bischof nach Catania gesandt haben. Schriftliche Bestätigungen solcher mündlichen Überlieferungen liegen jedoch keine vor.
Historisch fassbar wird das Christentum auf Sizilien erst durch die Märtyrerakten des 3. und frühen 4. Jahrhunderts. Zu diesen Märtyrern zählte der heilige Marcianus, der erste namentlich bekannte Bischof von Syrakus (nicht zu verwechseln mit dem legendären Bischof gleichen Namens aus dem 1. Jahrhundert). Von diesen Märtyrern sind im deutschen Sprachraum besonders bekannt die heilige Lucia von Syrakus und die heilige Agatha von Catania, die in dem ersten Hochgebet (dem Römischen Kanon) der Heiligen Messe namentlich genannt werden, und der heilige Veit (Vitus), der zu den Vierzehn Nothelfern zählt.
Zeugnisse für die weite Verbreitung des Christentums auf Sizilien in der Antike sind auch die Katakomben, z. B. in Syrakus, Palermo und Agrigent, von denen jedoch lediglich die Katakombe der heiligen Lucia in Syrakus noch in die Zeit der Christenverfolgungen zurückreicht.

## Mittelalter

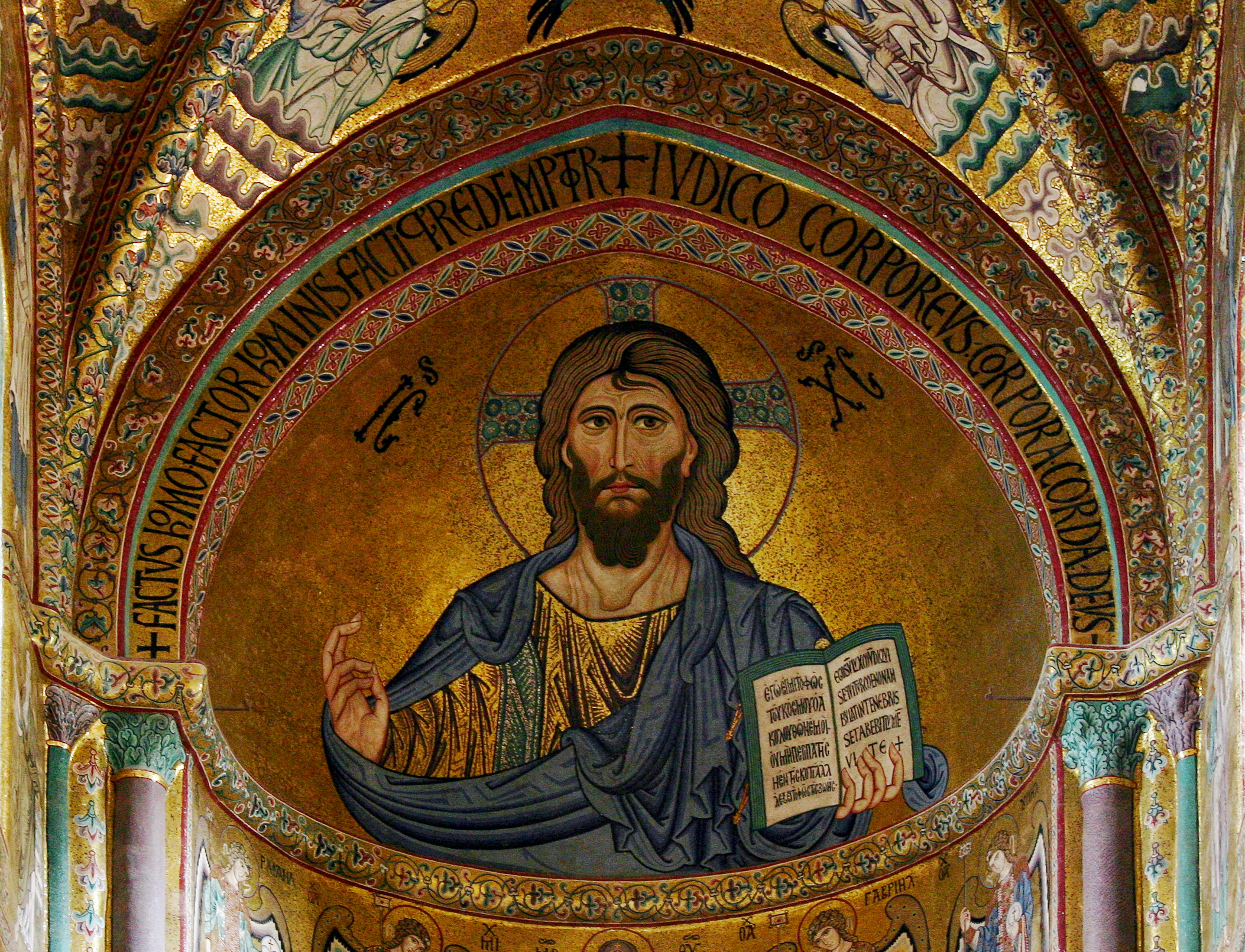
Christus Pantokrator im Apsismosaik der Kathedrale von Cefalù

Zum Beginn der byzantinischen Vorherrschaft (ab 536) war das Patrimonium der römischen Kirche noch sehr umfangreich, erst durch Kaiser Leo III. 733/34 erfolgte eine Zuordnung der Kirche Siziliens zu Konstantinopel. Zu der Organisation der Kirche auf Sizilien geben die Bischofslisten der Konzilien dieser Zeit wertvolle Hinweise. So ist beispielsweise die Existenz eines Bistums in Cefalù schriftlich nur in der Teilnehmerliste des Vierten Konzils von Konstantinopel (869–870) erwähnt. Das Erzbistum Syrakus war zu dieser Zeit das einzige Erzbistum auf Sizilien.
Unter der arabischen Vorherrschaft (ab 827) zerfiel fast die gesamte Organisationsstruktur der Kirche in Sizilien. Der Erzbischof Theodor von Syrakus wurde 878 nach Palermo deportiert. Nach der Eroberung durch die Normannen (ab 1061) gab es nur noch in Palermo einen griechischen Erzbischof. Da es jedoch für die Existenz eines Erzbistums in Palermo keine Hinweise gibt, vermuten einige Historiker, dass es sich bei ihm um einen Nachfolger des deportierten Erzbischofs von Syrakus handelt. Er wurde von Roger I. wieder in die Kathedrale von Palermo eingesetzt, die zwischenzeitlich in eine Moschee umgewandelt worden war. Ab 1083 waren die Nachfolger dieses Erzbischofs Lateiner.
Die normannischen Herrscher Siziliens unterstützten die griechischen Christen und förderten byzantinische Klöster, um sich eine gewisse Unabhängigkeit vom Papst zu bewahren. Allerdings gründete schon Roger I. auch lateinische Bistümer und erhielt 1098 von Papst Urban II. die apostolische Legation, d. h. die Vollmacht, Bischöfe einzusetzen. Die unter den normannischen Herrschern eingeleitete allmähliche Latinisierung der Kirche Siziliens war unter den Staufern fast vollständig abgeschlossen. Dabei wurden teils ehemalige byzantinische Bistümer wie z. B. Agrigent, Syrakus, Catania, Messina, Cefalù und Lipari (als Bistum Lipari-Patti) als lateinische Bistümer wiedergegründet, teils vollständig neue Bistümer geschaffen wie z. B. Mazara del Vallo und Monreale. 1399 wurde das Bistum Lipari-Patti aufgeteilt in die Bistümer Lipari und Patti.
Malta gehörte seit der byzantinischen Zeit zu den Bistümern Siziliens. Von 1156 bis 1831 war es Suffragan von Palermo.

## Neuzeit

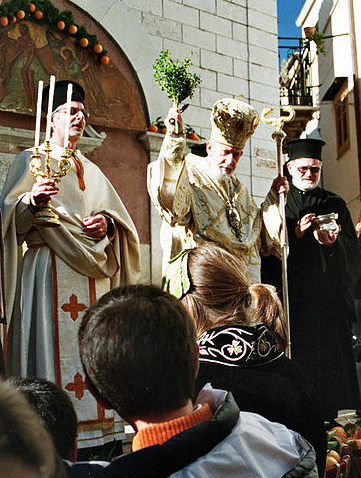
Liturgie der Epiphanie 2007 in der Eparchie Piana degli Albanesi

Im 19. Jahrhundert erfolgte in zwei Etappen (1816/17 und 1844) eine Neuordnung der Bistumsgrenzen. Die bestehenden, oft sehr großen Bistümer wurden verkleinert, und auf ihrem ehemaligen Territorium wurden neue Diözesen errichtet. So entstanden 1816/1817 die Bistümer Caltagirone, Piazza Armerina und Nicosia, 1844 die Bistümer Acireale, Caltanissetta, Noto und Trapani.
Zwei weitere Diözesen kamen im 20. Jahrhundert dazu. Im 15./16. Jahrhundert waren mit den Arbëresh wieder Christen des byzantinischen Ritus nach Sizilien gekommen. Sie waren jedoch nicht orthodox, sondern gehörten der römisch-katholischen Kirche an, und ihre Pfarreien wurden den lateinischen Bistümern zugeordnet. 1937 wurde für diese Katholiken mit der Eparchie Piana degli Albanesi ein eigenes Bistum des byzantinischen Ritus errichtet.
Als letzte Diözese Siziliens wurde 1950 das Bistum Ragusa gegründet. 1986 wurden das Erzbistum Messina, das Bistum Lipari und die 1206 gegründete Prälatur Santa Lucia del Mela zum Erzbistum Messina-Lipari-Santa Lucia del Mela zusammengefasst.

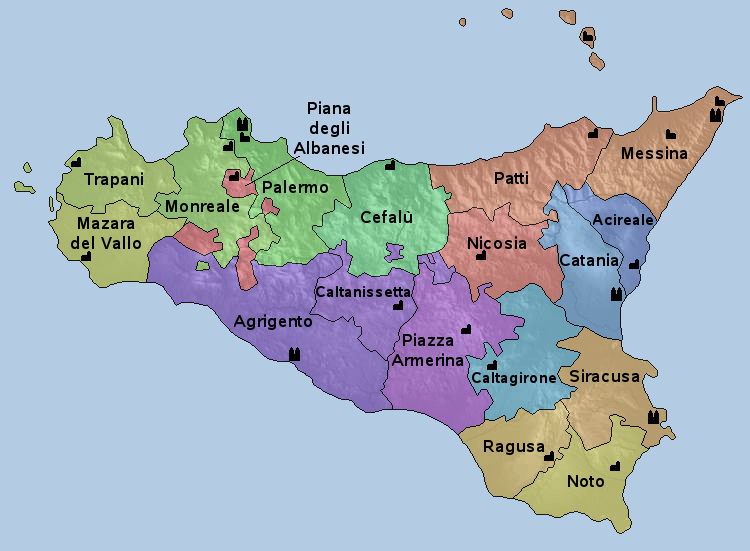
Heutige Struktur der Kirchenregion Sizilien

Eine tiefgreifende Umstrukturierung der Katholischen Kirche in Sizilien, durch die sie ihre heutige Struktur erhielt, erfolgte am 2. Dezember 2000 durch Papst Johannes Paul II., der mit der Apostolischen Konstitution Ad maiori consulendum das Erzbistum Catania in den Rang eines Metropolitanbistums mit den Suffraganbistümern Acireale und Caltagirone erhob. Gleichzeitig wurde die Kirchenprovinz Monreale aufgelöst und das Erzbistum Monreale als Suffraganbistum dem Erzbistum Palermo zugeordnet, jedoch ohne seinen Status als Erzbistum zu verlieren. Die ehemaligen Suffraganbistümer der Kirchenprovinz Monreale wurden anderen Kirchenprovinzen zugeordnet. Die Bistümer Mazara del Vallo und Trapani wurden der Kirchenprovinz Palermo zugeordnet. Das ehemalige Suffraganbistum Agrigent wurde zum Erzbistum Agrigent erhoben und gleichzeitig Metropolitansitz der neu gegründeten Kirchenprovinz Agrigent. Dieser Kirchenprovinz wurden auch die Bistümer Caltanissetta und Piazza Armerina zugeordnet.